# Comité national pour la mémoire des enfants juifs déportés
 (décembre 2023).
Le Comité national pour la mémoire des enfants juifs déportés (COMEJD) est une association française qui, depuis le 30 mai 2003, fédère les associations pour la mémoire des enfants juifs déportés (AMEJD). Il a son siège au mémorial de la Shoah.
Les AMEJD sont des associations de bénévoles qui œuvrent depuis 1997 à l'historiographie, à la commémoration et à la diffusion à des fins éducatives du souvenir des enfants catégorisés « juifs » et déportés durant l'Occupation.

## Enfants déportés sans sépulture
Quelque 11 400 adolescents et enfants, parfois âgés de quelques jours, ont été pourchassés entre la rafle du Vélodrome d'Hiver (16 juillet 1942) et la Libération de Paris (19 août 1944) pour être conduits dans des camps d'extermination. Tous ne l'ont finalement pas été.
Tombés sous la définition raciale des Juifs que le régime de Vichy a fixée le 2 juin 1941 par la loi sur le statut des Juifs, ils ont été poursuivis par le Commissariat général aux questions juives, raflés par la police nationale, que dirigent successivement René Bousquet et Joseph Darnand, ou la Gestapo, internés par la gendarmerie française, convoyés par la SNCF, et gazés par les fonctionnaires de l'IKL, en général dès leur arrivée.
La plupart, sauf les tout petits, étaient scolarisés. Presque tous étaient nés français ou, pour les plus âgés, avaient été naturalisés. Seul un petit nombre des parents de ces enfants avaient été déchus de leur nationalité française par la loi du 22 juillet 1940. Certains avaient été élevés dans la religion juive, d'autres n'ont appris le mot « Juif » que dans ces circonstances.
Beaucoup d'Ashkénazes, ce qui était un argument de la propagande vichyste et allemande, appartenaient à un milieu ouvrier proche du Parti communiste, de la MOI ou du Bund. Les Sépharades ont tout autant été persécutés.

## Les AMEJD

### Histoire de l'association
En 1995, Léon Zyguel et d'autres anciens élèves de l'école primaire de la rue de Tlemcen, dans le 20e arrondissement de Paris, se regroupent pour retrouver les noms de leurs camarades qui n'ont pas survécu aux persécutions de la Shoah durant la Seconde Guerre mondiale. En 1997, l'opération est poursuivie pour l’école maternelle de la rue des Couronnes. La directrice de cette école, Catherine Vieu-Charier, s'implique fortement et une plaque mentionnant le nom et l’âge des élèves déportés est posée à l'intérieur de la maternelle.
Une deuxième association naît dans l'arrondissement voisin du 11e (présidée par Hanna Kamieniecki, c'est cette association qui créera le sigle AMEJD soit Association pour la Mémoire des Enfants Juifs Déportés), puis une troisième, grâce à un survivant du camp de Blechhammer, Adolf Fuchs, dans le 10e. Soutenues par d'anciens résistants, les AMEJD s'organisent et se multiplient dans presque tous les arrondissements, à Ozoir-la-Ferrière et d'autres anciennes banlieues ouvrières, en province.
Celles du 19e et du 4e prennent respectivement les noms de « Comité Léon Goldberg » et « Comité Joseph Migneret ». Le travail de recensement des noms est systématisé par la comparaison des registres des écoles avec la liste des convois de déportation que Serge Klarsfeld a dressée pour son Mémorial de la déportation des Juifs de France. L'ouverture des archives des écoles, enfermées dans des armoires poussiéreuses, ne se fait pas toujours de bonne volonté.
En 2001, les bénévoles du Comité Tlemcen obtiennent du maire d'arrondissement, Michel Charzat, du nouveau maire de Paris, Bertrand Delanoë, et de l’inspecteur d’académie qu'une plaque commémorative soit posée sur la façade extérieure de l'école. Élue au Conseil de Paris, Catherine Vieu-Charier est nommée adjoint au maire Bertrand Delanoë, et prend en charge les services Mémoire et Monde combattant. Elle préside dès lors à la pose des plaques dans toutes les écoles de Paris. Pour les enfants déportés avant d'avoir été scolarisés, des stèles sont érigées dans les parcs et jardins publics.
Le 30 mai 2003, les présidents d'AMEJD fondent un Comité national pour la mémoire des enfants juifs déportés (COMEJD), chargé de fournir support et coordination à tous les bénévoles impliqués dans leur projet. La présidence en est confiée à Noël Veg, ex-directeur général d'Arthur Martin qui avait été choisi pour présider l'AMEJD du 18e arrondissement de Paris à sa fondation, en novembre 2000.
En décembre 2016, le Conseil de Paris donne à l’emprise située à l’intersection de la rue Leibniz, de la rue Vauvenargues et de la villa Vauvenargues le nom de Noël Veg, officier de la Légion d'honneur. L'inauguration a lieu le 17 novembre 2017, quatre mois et demi après l'ouverture au 77, rue Pixérécourt, d'un jardin en hommage à Léon Zyguel qui fut président de l'AMEDJ du 20e arrondissement.
De 1997 à 2025, les AMEJDs ont fait apposer 448 plaques nominatives dans les établissements scolaires (maternelles, écoles, collèges et lycées) de Paris, portant le noms des élèves juifs déportés ayant été scolarisés dans ces établissements (ou éventuellement habitant le quartier). Les AMEJDs de Province ont, quant à elles, apposé 249 plaques nominatives dans les établissements scolaires.

### Actions
Les AMEJD mènent des actions commémoratives et des actions pédagogiques auprès des élèves, des parents et des enseignants :
- recensement des enfants poursuivis comme « Juifs »,
- pose de plaques commémoratives sur les façades des établissements scolaires[6],
- pose à l'intérieur des établissements de plaques listant les noms des élèves déportés sans retour[15],
- érection de stèles dans les parcs et jardins[16],
- monument parisien au cimetière du Père-Lachaise[17],[18]
- élaboration de matériel pédagogique,
- expositions[1],
- rencontres avec des témoins, anciens déportés, résistants, enfants cachés[1],
- animation de sortie de classes sur le thème de la Shoah,
- participation à la Journée internationale dédiée à la mémoire des victimes de l'Holocauste[4].
- mise en ligne d'un Moteur de recherche des Lieux de mémoire nominatifs des enfants juifs déportés de France (2025).

Les AMEJD agissent en coordination avec le ministère de l’Éducation nationale, les rectorats, les préfectures, les mairies.

### Sources
- Centre de documentation sur la déportation des enfants Juifs de Lyon
- M. Merowka, « AMEJDAM »

### Vidéo
- Jean-Gabriel Carasso, préface de Boris Cyrulnik, Nous étions des enfants, Paris, L'OiZeau rare, 2011, 10 DVD, 15 h 2.

#### Réseaux de secours aux enfants durant l'Occupation
- Œuvre de secours aux enfants
- American Jewish Joint Distribution Committee
- Union générale des israélites de France
- Action orthodoxe
- Enfants d'Izieu
- Réseau Marcel
- La Cimade
- Refuge du Chambon

#### Associations mémorielles françaises relatives à la déportation durant l'Occupation
- FMD : Fondation pour la mémoire de la déportation
- FNDIRP : Fédération nationale des déportés et internés résistants et patriotes